# Spartaco Fontano
Spartaco Fontano (ur. 17 stycznia 1922 w Monfalcone, zm. 21 lutego 1944 w Suresnes) – Włoch, uczestnik francuskiego ruchu oporu w jednostce FTP-MOI. 
Urodził się w rodzinie włoskich antyfaszystów, zmuszonych w 1924 do emigracji w obawie przed represjami. Od drugiego roku życia mieszkał we francuskim Puteaux, gdzie ukończył szkołę zawodową, otrzymując kwalifikacje do uprawiania zawodu tokarza. Pragnąc zostać inżynierem, równocześnie uczył się zaocznie w paryskiej École des Arts et Métiers i pracował w fabryce. 
W 1942 Fontano zgłosił się na ochotnika do tworzonych przez podziemną PCF formacji imigranckich, chociaż przed wojną nie był w żaden sposób zaangażowany politycznie. Zrezygnował wówczas z dalszej nauki. W 1943 stracił kontakt z rodziną, gdy udało mu się uciec przed aresztowaniem, które dotknęło jego ojca i siostrę. Uczestniczył w działaniach tzw. grupy Manukiana, biorąc udział w licznych aktach sabotażu oraz zamachach na oficerów niemieckich, w tym najsłynniejszym zamachu na generała Rittera i von Schaumburga. Zyskał sławę strzelca wyborowego i w ruchu oporu otrzymał stopień porucznika. 
Został aresztowany przez policję francuską w czasie trzeciej wielkiej akcji przeciw ruchowi oporu, która wymierzona była w grupę Manukiana. Zatrzymany 13 listopada 1943 i przewieziony do Fresnes, mimo tortur nie wydał nikogo. Został postawiony przed sądem razem z 21 innymi aktywistami, skazany na śmierć i rozstrzelany w forcie Mont Valérien 21 lutego 1944. Jego fotografia pojawiła się na słynnym czerwonym afiszu z podpisem "Fontanot, włoski komunista, 12 zamachów". 